# トッテンヴァイス
トッテンヴァイス (ドイツ語: Todtenweis) はドイツ連邦共和国バイエルン州シュヴァーベン行政管区のアイヒャッハ＝フリートベルク郡に属す町村（以下、本項では便宜上「町」と記述する）で、アイントリング行政共同体を構成する自治体の一つである。この町はレヒ川の右岸、アウクスブルクの北東約20kmに位置する。

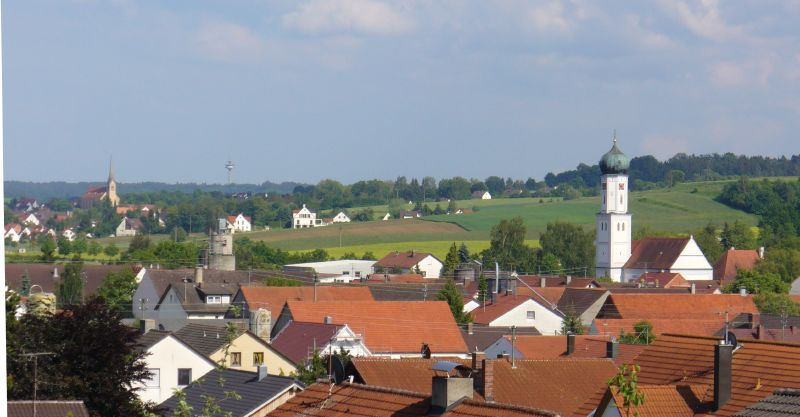
トッテンヴァイス。遠景はアイントリング

## 地理

### 自治体の構成
この町は、公式には3つの地区 (Ort) からなる。
- バッハ
- ザント
- トッテンヴァイス

### 隣接する市町村
- アイントリング（アイヒャッハ＝フリートベルク郡）
- ラングヴァイト・アム・レヒ（アウクスブルク郡）
- マイティンゲン（アウクスブルク郡）
- レーリング（アイヒャッハ＝フリートベルク郡）
- ティーアハウプテン（アウクスブルク郡）

## 歴史
この町の創設は650年頃のバイエルン人 Tato に遡る。トッテンヴァイスは1033年6月26日の皇帝コンラート2世の贈与証明書に記載されている。トッテンヴァイスはバイエルン選帝侯領のミュンヘン会計局およびアイヒャッハ裁判所に属した。バイエルンの市町村再編の影響により、元々オーバーバイエルンに属したこの地域は、1972年7月1日シュヴァーベン行政管区に編入された。

## 行政

### 議会
町議会は第1町長と12人の議員からなる。

### 紋章
銀地に、基部から上向きに長く尾を引く青い三角図形。この中に金の王冠。向かって左は青いウルリヒ十字。向かって右は黒い十字で、その長軸下部左側（向かって右側）に短い横棒が刺さっている。

## 文化と見所

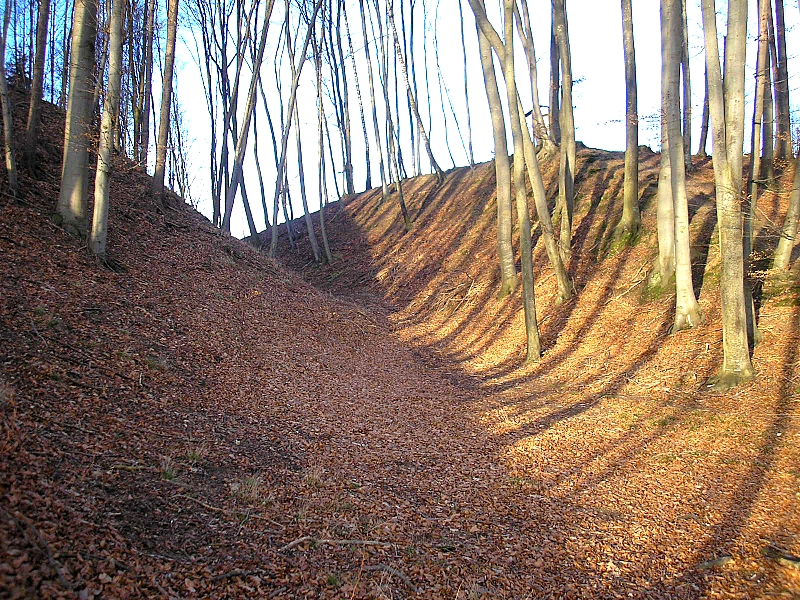
ブルク城趾

トッテンヴァイスの風景は 1737年 - 1738年に建設されたバロック建築聖ウルリヒ・聖アフラ教会によって決定づけられている。町の北西には大規模な、おそらくハンガリー防塁と推定される大きな遺構が保存されている。
ザント集落の上方に中世初期から盛期の防衛施設ザント城趾が見られる。バッハ集落の南西にも同じ時代のバッハ城趾がある。
ザントの西にはザンダー湖とアイントリンガー池がある。

## 引用
1. ↑  https://www.statistikdaten.bayern.de/genesis/online?operation=result&code=12411-003r&leerzeilen=false&language=de Genesis-Online-Datenbank des Bayerischen Landesamtes für Statistik Tabelle 12411-003r Fortschreibung des Bevölkerungsstandes: Gemeinden, Stichtag (Einwohnerzahlen auf Grundlage des Zensus 2011)
2. ↑  Bayerische Landesbibliothek Online